# UWC México 8
UWC México 8: Mexican Championships fue un evento de artes marciales mixtas producido por Ultimate Warrior Challenge México, que se llevó a cabo el 16 de octubre de 2010 en el Auditorio Fausto Gutiérrez Moreno de Tijuana, Baja California, México.